# Femminicidio
Il femminicidio (più raramente femmicidio o femicidio) è un omicidio doloso o preterintenzionale in cui una donna viene uccisa per motivi basati sul genere. Esso costituisce dunque un sottoinsieme della totalità dei casi di omicidio aventi un individuo di sesso femminile come vittima.
Alcune definizioni estendono il suo significato a «qualsiasi forma di violenza esercitata in maniera sistematica sulle donne in nome di una sovrastruttura ideologica di matrice patriarcale, allo scopo di perpetuare la subordinazione di genere e di annientare l'identità attraverso l'assoggettamento fisico o psicologico della donna in quanto tale, fino alla schiavitù o alla morte», in linea quindi con la definizione di violenza di genere. In parole più semplici, si può parlare di femminicidio quando un uomo uccide una donna per ragioni legate all'odio, nel momento in cui queste donne esprimono atti di libertà.
I femminicidi vengono suddivisi in diverse categorie principali: femminicidio intimo (omicidio da parte del partner), delitto d'onore, morte per dote, infanticidio delle femmine e aborto dei feti femmine, stragi incel. Spesso quando si parla di femminicidio ci si riferisce al solo 'femminicidio intimo'. 

## Origine e diffusione del termine
Femminicidio è considerato un neologismo: è composto dal sostantivo femminile femmina con l'aggiunta del confisso -cidio, sul modello di parricidio, fratricidio, regicidio, deicidio.
In una ricerca sulle origini del termine, la criminologa Diana E. H. Russell ha rintracciato il primo uso generico della parola femicide (femicidio), con accezione diversa da quella moderna, nel libro "The Satirical Review of London at the Commencement of the Nineteenth Century", pubblicato nel 1801 in Inghilterra. In tale volume, il termine veniva usato per indicare la condotta di un uomo che induce una donna a perdere la propria illibatezza, paragonandolo quindi ad un omicida. Nella medesima ricerca è stato riportato l'uso del termine riguardo all'omicidio di una donna in un romanzo di William MacNish del 1827 e quindi in un manuale di diritto inglese del 1848 ad indicare l'uccisione di una donna, senza riferimenti alla violenza di genere.
La prima citazione del termine nella sua accezione moderna, come "uccisione di una donna da parte di un uomo per motivi di odio, disprezzo, piacere o senso di possesso delle donne", è del 1977 nell'opera "Le violentate" della giornalista Maria Adele Teodori. Successivamente, nel 1990, per opera della docente di Studi Culturali Americani Jane Caputi.
Successivamente il termine è stato utilizzato dalla stessa Russell nel 1992, nel libro scritto insieme a Jill Radford Femicide: The Politics of woman killing. La Russell identificò nel femminicidio una categoria criminologica vera e propria: una violenza estrema da parte dell'uomo contro la donna «perché donna», in cui cioè la violenza è l'esito di pratiche misogine.

Jakub Schikaneder, Omicidio in casa (1890)

## Definizione
Gli antropologi concordano sul fatto che non tutti gli omicidi di donne sono dei femminicidi: per esempio, se una donna viene uccisa durante una rapina in banca, da un rapinatore che non conosce, non si parla di femminicidio. 
Invece, il concetto di femminicidio è collegato all'idea di una "violenza strutturale" contro le donne, che si traduce in un continuo di gesti violenti, sia nella dimensione pubblica che in quella privata (come nei nuclei famigliari).
L'antropologa Marcela Lagarde, rappresentante del femminismo latinoamericano e tra le prime teorizzatrici del concetto di femminicidio, ha scritto nel 1997:
(Marcela Lagarde,  Identidades de género y derechos humanos. La construcción de las humanas (PDF)., VII curso de verano, Educación, democracia y nueva ciudadanía, Universidad Autónoma de Aguascalientes, 1997, dal sito della Cátedra UNESCO de Derechos Humanos de la UNAM.)
Il termine è stato ripreso da studi di diritto, sociologia, antropologia, criminologia e utilizzato negli appelli internazionali lanciati dalle madri nel caso del Femminicidio a Ciudad Juárez.

## Dimensioni del fenomeno
Il femminicidio è diffuso a livello mondiale, ma ha forme ed incidenza diverse in ogni paese: sono i paesi dell'America centrale e America del Sud quelli in cui è più studiato e si è dato più spazio nella discussione politica.
Una valutazione della portata del fenomeno è stata effettuata dall'Ufficio delle Nazioni Unite per il controllo della droga e la prevenzione del crimine (UNODC) confrontando i dati di 32 paesi europei e nordamericani per i quali si dispone di dati affidabili per gli anni dal 2004 al 2015, periodo nel quale si è registrata un'incidenza di 1,23 morti ogni 100 000 donne residenti. Nel 2017 l'Ufficio delle Nazioni Unite per il controllo della droga e la prevenzione del crimine ha attivato la piattaforma di monitoraggio e raccolta dati dei femminicidi in tutto il mondo. Nel 2018 una ricerca a livello mondiale: Gender related killing of women and girls ha dimostrato che ogni anno nel mondo vengono uccise 87 000 donne per motivi di genere.

### America
Alcuni ordinamenti giuridici sud-americani (ad es. Costa Rica e Cile) prevedono il femminicidio come reato autonomo.

### Europa
Femminicidi compiuti da membri di famiglia
     Femminicidi compiuti da partner

Vittime di femminicidio ogni 100.000 donne (2017)
Femminicidi compiuti da membri di famiglia
Femminicidi compiuti da partner

L'11 maggio 2011 è stata sottoscritta a Istanbul dai membri del Consiglio d'Europa la Convenzione del Consiglio d'Europa sulla prevenzione e la lotta contro la violenza nei confronti delle donne e la violenza domestica. La convenzione prevede che divenga vincolante per gli stati membri del Consiglio d'Europa quando almeno 10 stati membri l'avranno ratificata. È stato firmato da 32 paesi e il 12 marzo 2012 la Turchia è diventata il primo paese a ratificare la Convenzione, seguito dai seguenti paesi nel 2015: Albania, Portogallo, Montenegro, Moldavia, Italia, Bosnia-Erzegovina, Austria, Serbia, Andorra, Danimarca, Francia, Finlandia, Spagna, Svezia, Bulgaria, Irlanda.
L'Austria è il paese europeo dove in assoluto vengono uccise più donne che uomini.

### Italia

#### Aspetti statistici

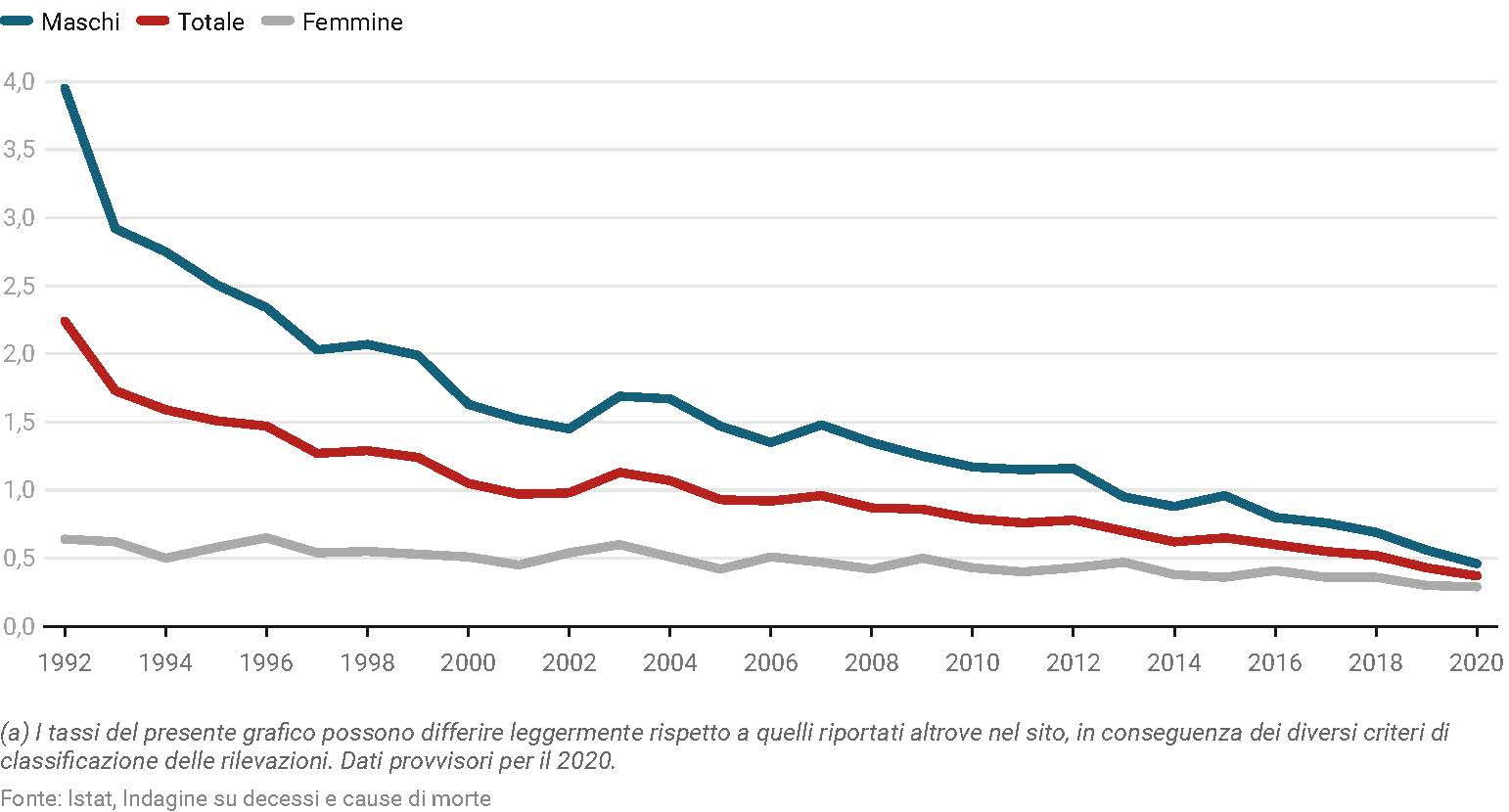
Vittime di omicidio per genere anni 1992-2020 - dati per 100.000 abitanti.

Dal punto di vista statistico, la rilevazione ed elaborazione ai fini di analisi del numero ufficiale di omicidi commessi sul territorio nazionale, che dal 2002 ha come base la banca dati dedicata della Direzione centrale della polizia criminale del Ministero dell'interno, è affidata all'ISTAT.
Secondo i dati rilevati dall'ISTAT, nel periodo 1992-2018 gli omicidi sono fortemente diminuiti in termini assoluti. In particolare, nei 26 anni citati sono diminuiti soprattutto gli omicidi aventi come vittime individui di sesso maschile (da 4,0 per 100.000 maschi nel 1992 a 0,7 nel 2018). Nello stesso periodo, le vittime di omicidio di sesso femminile - di cui i femminicidi sono a loro volta un sottoinsieme - sono invece calati in misura minore, del 33% (da 0,6 a 0,4 ogni 100.000 femmine).  
Secondo la stessa fonte, nel 2019 le vittime di sesso femminile sono state 111, e nel 2020 se ne sono contate 116. Nel 2021, gli omicidi sono stati in totale 303: in 184 casi le vittime erano uomini e in 119 donne. Contrariamente a quanto riportato da alcune fonti giornalistiche, nel 2020-2021, durante la pandemia di COVID-19, i dati sono rimasti stabili o sono calati.
Nel 2022 i femminicidi sono stati 106, dato in linea con quanto rilevato nel triennio precedente, di cui 61 sono le donne uccise da un partner o ex partner. Nel 2023, le donne uccise sono diminuite del 7,1% rispetto all'anno precedente. I femminicidi stimati sono stati 96 (-10% vs. 2022). Di questi, 63 sono quelli commessi da un partner o ex partner e quasi tutti (61) sono stati commessi da uomini. A livello europeo nel 2022 l’Italia ha il tasso di omicidi più basso. 
L'incidenza del fenomeno in Italia nel periodo 2004-2015 è stata di 0,51 morti per 100 000 donne residenti, il valore più basso tra tutti i 32 Paesi europei e nordamericani del rapporto UNODC, un dato inferiore alla metà della media dei 32 paesi osservati (1,23 su 100 000). Il dato italiano è il migliore anche per ciò che riguarda i femminicidi di cui è autore il partner o l’ex partner, con un'incidenza di 0,23 uccisioni ogni 100 000 donne residenti, minore della metà del dato medio riferito ai dodici paesi per cui erano disponibili dati confrontabili.
In termini statistici, l'ISTAT ha osservato per il periodo 2005-2020 che gli uomini sono generalmente uccisi da uno sconosciuto, con percentuali che vanno dall'84,8% (2005) al 60,6% (2020), più raramente da un parente o conoscente; la possibilità che siano uccisi dal partner o dall'ex partner va dal 4,5% (2005) al 2,9% (2020). La maggior parte delle donne viene invece uccisa dal partner o dall'ex partner, con percentuali che vanno dal 40,9% (2005) al 57,8% (2020), o da un altro parente, con percentuali che vanno dal 18,2% (2005) al 25,9% (2020); mentre gli omicidi per mano di uno sconosciuto sono scesi dal 34,1% (2005) al 7,8% (2020).
Pur con le dovute cautele richieste nella comparazione di dati internazionali, l'ISTAT ha inoltre affermato che per lo stesso periodo 2005-2020 l’incidenza degli omicidi di donne in Italia sia contenuta in rapporto al contesto europeo. Infatti, tra i 24 Paesi dell’Unione europea per i quali si hanno a disposizione dati aggiornati, solo in Grecia e in Irlanda si osservano valori inferiori di omicidi aventi vittime donne. Tale dato è stato confermato nel 2021, anno nel quale l'Italia è rimasta al terzultimo posto in termini di incidenza calcolata per i 23 paesi europei, con 0,39 omicidi per 100mila donne contro una media di 0,60 omicidi per 100mila donne. L'Italia precede solo l’Irlanda (0,28) e Malta (dove non ci sono state vittime donne nell’anno 2021).
Altre fonti non governative hanno a più riprese effettuato rilievi sullo stato e l'evoluzione del fenomeno nel tempo. L'avvocata sudafricana Rashida Manjoo, all'epoca Special Rapporteur delle Nazioni Unite, nel rapporto sulla visita effettuata nel gennaio 2012 in Italia per verificare l'applicazione CEDAW rilevò 127 femminicidi in Italia nel 2010. Secondo Manjoo, fino a quel momento vi era stato uno sforzo limitato da parte del governo e della società civile nel raccogliere dati sulla violenza contro le donne, incluso il femminicidio. Una ricostruzione delle vittime tra il 2000 e il 2011 è stata successivamente operata da EURES e ANSA con l'indagine "Il femminicidio in Italia nell'ultimo decennio".

#### Aspetti legislativi
In Italia, il femminicidio è oggetto dell'attenzione mediatica e di interventi istituzionali.
Nel 2017 fu istituita presso il Senato della Repubblica la prima Commissione parlamentare di inchiesta sul femminicidio, nonché su ogni forma di violenza di genere, per analizzare la portata del fenomeno in Italia e trovare soluzioni per arginarlo. La presidente Francesca Puglisi e 19 senatrici e senatori hanno svolto i lavori nell'ambito della delibera istitutiva del 18 gennaio 2017 e il lavoro è terminato con la relazione finale del 6 febbraio 2018.
La seconda Commissione preseduta da Valeria Valente è stata attiva dal 23 marzo 2018 a novembre 2022, ha 20 componenti e ha prodotto numerose report e inchieste.
Nella XIX legislatura la Commissione è stata istituita per la terza volta, stavolta come bicamerale e non solo al Senato.
In occasione dell'8 marzo 2025, il Governo ha presentato un disegno di legge che introduce il reato di femminicidio nel codice penale, segnando un giro di vite contro la violenza di genere.

#### Aspetti sociali
Nel 2017 è uscito uno studio sugli orfani di vittime di femminicidio di Anna Costanza Baldry, in cui è stato stimato che in Italia in 15 anni (dal 2000-2014) ci sono stati 1 600 nuovi casi di orfani che hanno perso la madre perché uccisa dal padre. Con il padre o in carcere o suicida, i sopravvissuti minori o già maggiorenni sono definiti "orfani speciali" data l'entità dei loro problemi, connessi all'essere senza genitori e spesso testimoni di violenze passate. La ricerca è stata realizzata grazie al progetto europeo Switch-off, svolto in cooperazione con la rete DiRe. Donne in Rete contro la violenza. In seguito alla pubblicazione di questi dati mai prima rilevati in Italia, è stata messa in discussione una legge che tratta il tema degli orfani delle vittime di femminicidio.
Nel 2019, la Polizia Italiana ha pubblicato degli opuscoli informativi denominati ...Questo non è amore. Da essi emerge che l'incidenza percentuale delle vittime di sesso femminile dei reati di violenza di genere è cresciuta dal 67,90% del 2016 ad oltre il 70% negli anni 2018-2019.

## Tipi di femminicidio e cause

### Analisi antropologiche e sociologiche
Le analisi antropologiche di Marcela Lagarde sono nate osservando le proporzioni dell'omicidio di donne nella città di Ciudad Juárez in Messico. Tra il 1994 e il 2005 in questa città ci sono stati circa 370 omicidi di donne, una percentuale sproporzionata rispetto alla provincia e molto più alta che in città con un profilo equivalente. Gli omicidi di Ciudad Juárez hanno lasciato il segno nell'immaginario collettivo, perché i corpi sono stati trovati in terreni liberi o nel deserto, le donne sono state violentate, torturate e mutilate.
È stato fatto notare che nel periodo fra il 1994 e il 2018, gli autori di questi omicidi non hanno praticamente avuto conseguenze legali. Per questo, l'antropologa Julia Monárrez Fragoso ha proposto la definizione di "femminicidio sessuale sistemico".
Anche Riccardo Iacona a conclusione di un'indagine sul fenomeno condotta nel 2013, punta il dito sull'omertà e sostanziale complicità collettiva nei confronti dell'assassino. Iacona nota che gli omicidi avvenuti all'interno di una coppia sono molto diversi da quelli che avvengono nell'ambito della criminalità comune, e fa un paragone con le esecuzioni di stampo mafioso:

Secondo il sessuologo Philippe Brenot, nella specie umana la struttura della coppia si è progressivamente basata sul riconoscimento della paternità. Quando il maschio pretende di avere la certezza di essere il padre della prole, questa sicurezza:
Secondo alcune interpretazioni, il matrimonio come "recinto" dove controllare i movimenti della donna sarebbe una costante di tutti i popoli indoeuropei in quanto questi condividerebbero una matrice culturale patriarcale. Per esempio, nella cosiddetta cultura kurgan, oggi considerata come origine dei popoli indoeuropei, la morte di un capotribù era seguita dal sacrificio delle sue mogli, un'usanza che non aveva corrispettivi nelle popolazioni pre-indoeuropee.
Secondo gli antropologi e i sociologi il "recinto di controllo" non si limita solamente alle donne sposate. Secondo Anthropen, un dizionario di antropologia contemporanea, il femminicidio è "il punto finale di un continuum di violenza [...] specificamente diretto alle donne".

### Femminicidio intimo
Una delle categorie più note di femminicidio è quello dove un uomo uccide la sua compagna: si parla di "femminicidio causato da partner intimo" (intimate partner femicide o intimate femicide in inglese, féminicide intime in francese). Spesso quando si parla di femminicidio ci si riferisce al solo 'femminicidio intimo'.
Il fatto che si tratti di un fenomeno differente dalla violenza criminale sembra confermato dal fatto che ha delle statistiche indipendenti da quelle degli omicidi generici. Durante la pandemia Covid 2020-2021, infatti, il numero di omicidi è diminuito, mentre sono aumentati gli omicidi di donne da parte dei mariti.
Una delle motivazioni più frequenti è l'incapacità dell'uomo di sopportare la separazione, cioè la rottura della coppia. In effetti, un rapporto dell'Ispettorato generale della giustizia in Francia nell'ottobre 2019 ha rilevato che il 74% degli omicidi sono motivati dalla separazione (43%) o dalla gelosia (31%) .
In alcuni casi, il femminicidio della donna è seguito dal suicidio dell'assassino. Queste due casistiche sembrano abbastanza differenti:
(Riccardo Iacona, "Se questi sono gli uomini")
Secondo gli studiosi, il femminicidio intimo può essere il punto estremo di un'escalation di violenza domestica e più in generale inquadrarsi una relazione tossica, detta anche di dipendenza affettiva. Mentre nei casi di omicidio l'assassino può cercare di punire la donna per essersi sottratta al suo controllo, nei casi di omicidio-suicidio l'assassino realizza il suo sogno di fondersi completamente con la sua compagna in un delirio autodistruttivo. 
Alcuni ricercatori osservano un fenomeno di transfert che l'omicida proietterebbe sulla figura materna, replicando sulla compagna quello che non può fare sulla madre tanto odiata.
Un'altra casistica è quella dove il marito, anziché colpire direttamente la moglie che chiede la separazione, uccide i figli e incolpa la moglie del suo gesto. 
Si è parlato a questo proposito di femminicidio indiretto.
Alcune aree chiave per lo studio del femminicidio intimo sembrano essere il narcisismo maligno e lo stalking. Per questo motivo molti psicologi e specialisti di violenza domestica e stalking premono per un'educazione affettiva nelle scuole e una formazione per identificare i segnali di pericolo per riconoscere uno stalker in anticipo o alle prime fasi di una relazione.
Nel 2018 è stato pubblicata una metanalisi statunitense di 285 studi relativi alla correlazione fra consumo di alcool e violenze tra partner intimi, rappresentativo di un campione di 625.000 persone. Lo studio ha confermato la forte correlazione fra alcool e violenze, sia da parte degli aggressori che delle vittime, anche in coloro che lo consumano una o due volte al mese. Se si somma il consumo delle vittime, l'alcool è presente in un caso di violenza su due.

### Delitto d'onore
Il delitto d'onore viene fatto rientrare nella categoria del femminicidio in quanto una donna viene uccisa perché è uscita dal "recinto di controllo" maschile nel matrimonio, di cui parla il sessuologo Philippe Brenot. In questa tipologia di femminicidio, l'autore materiale può non essere solo il marito della donna, bensì anche uno dei famigliari di lui o di lei, o addirittura coinvolgere l'intera comunità.
Nelle legislazioni in cui è contemplato, l'onore, cioè la reputazione sociale, è riconosciuto come un valore socialmente rilevante. 
L'idea è che il comportamento di un membro della famiglia non riguarda solo lui, ma appunto tutta la sua famiglia. Se il comportamento di questa persona non è conforme alle regole sociali, la famiglia perde il suo onore insieme a lui o lei, cioè viene "disonorata".
Coloro che perdono l'onore vanno incontro a forme di ostracismo: non vengono più trattati con rispetto e dignità, i conoscenti possono togliere loro il saluto, i commercianti possono smettere di vendere loro le merci ecc.
Il delitto d'onore, così come il duello, nasce come un modo di "lavare con il sangue" la "macchia" sulla reputazione della famiglia. 
Questo ragionamento viene tenuto in considerazione a fini giuridici. Specialmente se ne parla in ambito penale.
Nel mondo, i delitti d'onore avvengono principalmente quando la donna viene accusata di:
- avere rapporti sessuali prima del matrimonio e dunque non essere più vergine al momento del matrimonio;
- rifiutare un matrimonio combinato o un matrimonio forzato[78];
- chiedere il divorzio o separarsi dal marito;
- tradire il marito.

Sia la perdita della verginità che il tradimento del marito possono avvenire per volontà della donna o a seguito di uno stupro: si considera insomma che la purezza della donna sia perduta comunque.. Nel caso di una ragazza non sposata, si può ricorrere a un matrimonio riparatore per salvare la sua vita e la sua onorabilità.
È importante ricordare che una semplice accusa può essere sufficiente a intaccare la reputazione di una persona. Fin dall'antichità, alcune pratiche simili all'ordalia germanica servivano a testare l'innocenza della donna accusata, prima di condannarla.
In Italia, fino al 1981, chi commetteva un delitto d'onore godeva di uno sconto di pena. Il caso contemplato dal legislatore italiano era quello della "moglie adultera", cioè la donna che tradiva il marito intrattenendo una relazione extra-coniugale: si supponeva infatti che la persona che avesse sorpreso una donna della sua famiglia nell'atto di tradire sarebbe caduta in uno "stato d'ira" incontrollabile, vedendo macchiato l'onore della famiglia. Questo stato d'ira avrebbe reso l'omicida meno lucido, dunque meno responsabile del delitto.
La cosa interessante è che il Codice penale italiano ha avuto un'evoluzione: nel Codice Zanardelli del 1889 questa riduzione di pena era prevista sia per i parenti maschi che per le parenti femmine, nello specifico la sorella del marito tradito. Il Codice Rocco del 1930 ha ristretto la riduzione della pena a tre categorie di uomini: marito, padre, fratello della donna uccisa. Da notare anche che la situazione inversa non era contemplata: una moglie non poteva denunciare suo marito per adulterio, in quanto era considerato reato solo per la moglie, e anche l'omicidio del marito per causa d'onore non era un'eventualità presa in considerazione.
Nel 1968 l'adulterio venne depenalizzato e l'articolo 559 del Codice Rocco che lo disciplinava venne abrogato in quanto incostituzionale. Ma la clausola del delitto d'onore rimase appunto valida fino al 1981.
Femminicidi come "esecuzioni" di donne adultere sono stati registrati di recente in Italia nelle organizzazioni di tipo mafioso, come la 'Ndrangheta, in particolare quando una donna ha avuto una relazione affettiva con un membro di un "clan" rivale. Questo è stato il caso di Francesca Bellocco, moglie di Salvatore Barone e madre di Francesco Barone, entrambi membri della cosca Bellocco: poiché Francesca Bellocco intratteneva una relazione con Domenico Cacciola, esponente della cosca Cacciola, nel 2013 suo figlio la uccise, con la complicità di due sicari

### Morte per dote
La morte per dote (o omicidio di dote) è l'uccisione o l'induzione al suicidio delle donne attraverso tortura e molestie da parte di mariti o suoceri per una disputa sulla loro dote. Le morti per dote avvengono principalmente nel Subcontinente indiano, e più precisamente in Bangladesh, India, Pakistan, nonché in Iran.
In questa regione, per tradizione la ragazza da sposare deve portare alla famiglia dello sposo una dote adeguata al proprio status sociale e livello economico. Una volta si trattava di un kg di gioielli in oro, ora di beni di consumo, come una televisione, l'aria condizionata, un motorino. Per procurare una dote alla figlia, le famiglie arrivano a indebitarsi. Il governo indiano ha reso illegale la pratica della dote con il "Dowry Prohibition Act" nel 1961, ciononostante la pratica continua e non di rado produce forti tensioni fra i due sposi e fra le due famiglie.
Per esempio, nel 2018, una donna bengalese denunciò il marito e la famiglia di lui per averla convinta a sottoporsi a un'operazione chirurgica in cui le è stato asportato un rene senza informarla: il marito aveva venduto il rene della moglie sul mercato nero degli organi, al prezzo della dote che la famiglia della sposa non riusciva a pagare.
Quando la dote non viene pagata, si può arrivare all'uccisione. Ci sono casi documentati in cui la famiglia dello sposo, scontenta della dote corrisposta dalla famiglia della sposa, ha ucciso la donna, simulando un incidente domestico, di preferenza bruciando viva la sposa ai fornelli o facendola affogare nel pozzo o al fiume. Spesso del femminicidio si incarica la suocera.

### Infanticidio e aborto delle femmine
Storicamente, la pratica dell'esposizione dei neonati indesiderati nell'antichità ha riguardato particolarmente le bambine. È molto raro, infatti, che nell'Antica Grecia e Antica Roma le cronache menzionino delle famiglie con più di una figlia femmina: si presume dunque che le figlie cadette siano state esposte, come racconta il mito di Atalanta.
(Posidippo)
Questa pratica aveva un corrispettivo in Medio Oriente nel Wa'd al-banat, cioè il sacrificio rituale delle figlie femmine, diffusa nell'Arabia preislamica; benché le ragioni di questa usanza siano ancora sconosciute, gli storici hanno formulato alcune ipotesi sulla base delle abitudini di vita delle tribù nomadi della penisola arabica.
Con l'avvento del Cristianesimo e dell'Islam l'infanticidio selettivo è stato progressivamente abbandonato, anche se continua tuttora in altre regioni del mondo.
In alcuni paesi dell'Asia, in particolare Afghanistan, Subcontinente indiano cioè Bangladesh, India, Pakistan, Pakistan, nonché in Cina la nascita di una donna è ostacolata per vari motivi, tramite la pratica dell'infanticidio o dell'aborto. Si tratta di gesti operati in primo luogo da donne, quindi escono dalle definizioni di femminicidio dove si parla di omicidio per mano di un uomo. Tuttavia, in quanto eliminazione fisica di una donna per motivi di genere, a livello internazionale il fenomeno viene spesso fatto rientrare in questa fenomenologia e nelle relative statistiche. Si è parlato a questo proposito di "genocidio femminile" o di genericidio.
In India, si considera che il figlio maschio è la "luce della casa" perché ci si aspetta che porti avanti il nome della famiglia e si crede che nell'oltretomba solo l'anima di un figlio maschio possa prendersi cura dell'anima del padre. C'è inoltre una ragione strettamente economica, cioè la pratica della dote: è tradizione che sia la sposa a portare la dote di un matrimonio, e la famiglia della sposa spesso si indebita per questo. Quindi, dare alla luce una bambina è considerata una disgrazia o, più banalmente, come "annaffiare un fiore nel giardino del vicino di casa" secondo un proverbio tamil. In India, il giornalista Amitabh Parashar ha documentato come ancora durante gli anni 1990 le famiglie delle zone rurali chiedessero alle ostetriche di sopprimere le neonate femmine che avevano appena fatto nascere
Una pratica diffusa prima degli anni Ottanta era quella di avvelenare le neonate, poi con la diagnostica prenatale si è passati all'aborto selettivo dei feti femmina. 
Si è calcolato che sommando gli aborti selettivi, gli infanticidi delle femmine, gli omicidi legati alla dote e la mancanza di cure per la madre nel periodo dopo il parto, in India mancano all'appello circa 50 milioni di donne solo fino agli anni 2000.
Malgrado l'avvio di alcune campagne di opinione governative, la situazione sembra peggiorare: l'aborto selettivo delle femmine sarebbe cresciuto del 60% tra il 2007 e il 2016. Secondo alcune ricerche, il fenomeno non sarebbe proporzionale alle restrizioni economiche in cui vive la famiglia, bensì al contrario: è una scelta delle donne più emancipate del paese, cioè aumenta con il livello di istruzione della madre. Alcuni ricercatori hanno osservato una correlazione fra le oscillazioni nel prezzo dell'oro e le percentuali di aborto selettivo femminile.
In Cina è l'uomo che porta la dote alla sposa, ciononostante la preferenza dei ragazzi rispetto alle ragazze risale al Confucianesimo. La pratica dell'infanticidio e aborto selettivo è aumentata considerevolmente con la "politica del figlio unico" iniziata nel 1979 dalla Repubblica Popolare Cinese: per ridurre lo sviluppo demografico della Cina, il governo vietò a tutte le famiglie di avere più di un figlio. Dato che per la società cinese avere un figlio maschio è considerato preferibile ad avere una femmina, le famiglie hanno boicottato la nascita di figlie femmine. Nel 2015 la politica del figlio unico è stata ufficialmente abbandonata poiché ha portato a un importante deficit demografico di donne nel paese.
Questo squilibrio demografico sta avendo degli effetti sulla tratta di esseri umani, in quanto in Cina si è creato un racket internazionale di vendita di promesse spose per i numerosi scapoli che non riescono a pagare una dote (i cosiddetti "rami secchi"). Le donne provengono principalmente dall'Ucraina, dall'Uzbekistan e dal sud-est asiatico.

### Femminicidi di massa e stragiincel
Un incel è un membro di una categoria, composta prevalentemente da uomini eterosessuali, che afferma di non riuscire a trovare un partner sentimentale e/o sessuale, nonostante ne desideri uno, in quanto rifiutato perché non attraente. Il neologismo inglese incel è un portmanteau di involuntary celibate, traducibile in italiano come «celibe involontario»..
I membri della comunità incel sostengono che la rivoluzione sessuale e il femminismo, lasciando le donne libere di scegliersi un partner, ha fatto sì che le donne selezionassero solamente gli uomini più in alto nella scala sociale, lasciando senza opportunità gli uomini più sfavoriti.
L'International Centre for Counter-Terrorism ha definito le stragi incel come forme di "terrorismo misogino" (misogynist terrorism). Almeno sei omicidi di massa sono stati commessi dal 2014 da uomini che si sono auto-identificati come incel o che avevano menzionato nomi e scritti legati ad incel nei loro manifesti o post su Internet.
La prima strage incel è solitamente fatta risalire al massacro di Isla Vista del 2014, in cui l'assassino lasciò una sorta di "manifesto" che viene spesso citato dagli stragisti successivi.
Tuttavia, in quanto femminicidio di massa si può riscontrare un precedente nel Massacro del Politecnico di Montréal avvenuto il 6 dicembre 1989. In quel caso, l'assassino uccise 14 donne dei corsi di laurea di ingegneria, accusandole di essere "femministe", per poi rivolgere l'arma contro se stesso. In una tasca della sua giacca fu trovata una lettera di suicidio - che non fu mai pubblicata integralmente - in cui accusava le femministe di avergli rovinato la vita, ed elencava dieci personalità femministe che lui avrebbe voluto uccidere se ne avesse avuto la possibilità. Il massacro del Politecnico di Montréal è stato considerato come il primo femminicidio di massa rivendicato come tale, e l'autore è celebrato dagli incel come "vittima delle femministe"
Un altro caso di femminicidio di massa si ebbe nel 2009 in un centro fitness di Pittsburgh, in cui George Sodini assalì la sezione femminile del centro fitness, uccidendo tre donne prima di suicidarsi. Il giornalista Peter Baker attribuì la strage all'odio che Sodini nutriva per le donne e al mondo degli "Incel".
- 23 maggio 2014: Elliot Rodger, studente americano 22enne figlio del regista Peter Rodger, uccise 6 persone e ne ferì 14 a Isla Vista in California per poi suicidarsi. Prima di compiere l'attentato scrisse e pubblicò online un lungo manifesto in cui raccontò tutta la sua vita in ogni dettaglio e in cui espresse la sua rabbia e depressione per non aver mai dato ancora il suo primo bacio ed essere vergine e per essere sempre stato rifiutato dalle donne.[123][124][125]
- 1º ottobre 2015: Chris Harper-Mercer, studente di 26 anni, uccise 9 persone e ne ferì 8 in una sparatoria nell'Umpqua Community College a Roseburg in Oregon per poi suicidarsi. Prima di farlo, pubblicò online un breve manifesto in cui espresse la sua depressione per essere vergine e non aver mai avuto una ragazza ed elogiò alcuni stragisti statunitensi, in particolar modo Elliot Rodger.[126][127][128]
- 23 aprile 2018: Alek Minassian, canadese di origini armene di 25 anni, si lanciò con un furgone contro la folla della città di Toronto uccidendo 11 persone (inclusa una morta nel 2021[129]) e ferendone altre 15 per poi essere arrestato. Pochi minuti prima di compiere il gesto scrisse un post sul suo profilo di Facebook in cui inneggiava alla ribellione degli incel ed elogiava Elliot Rodger.[130][131][132]
- 22 luglio 2018: Faisal Hussain, 29 anni, canadese di origine pakistana con problemi di depressione ben noti a famiglia e insegnanti[133], uccise 2 persone e ne ferì altre 13 in una sparatoria a Toronto per poi suicidarsi. I parenti di Hussain hanno riferito di aver avuto una discussione con lui poche ore prima della strage e gli avevano detto di trovarsi una moglie. Tale conversazione, secondo i suoi parenti, sconvolse Hussain. Successivamente la polizia dichiarò che Hussain fece delle ricerche su Alek Minassian e che nel suo cellulare è stata trovata una copia del manifesto di Elliot Rodger.[134][135][136]
- 2 novembre 2018: Scott Beierle, un uomo statunitense di 40 anni, uccise 2 persone e ne ferì altre 4 in una sparatoria in uno studio yoga di Tallahassee in Florida per poi suicidarsi. In precedenza, aveva pubblicato diversi video online in cui esprimeva la sua rabbia per non avere una donna e per i suoi rifiuti che sosteneva di ricevere da loro.[137][138][139][140][141]
- 24 febbraio 2020: canadese di 17 anni colpisce mortalmente con un machete una donna e ferisce altre 2 persone in un centro massaggi a Toronto per poi essere arrestato. L'identità del ragazzo non viene rivelata in quanto minorenne e la polizia classificherà il caso come terrorismo correlato al movimento incel.[142][143][144][145][146]
- 20 maggio 2020: Armando Hernandez Jr, statunitense di 20 anni, ferisce 3 persone in una sparatoria a Glendale in Arizona per poi essere arrestato. Nei giorni seguenti dirà agli agenti di essere un incel che ha agito per vendetta per essere rifiutato dalle donne, di essere stato ispirato da Elliot Rodger e che il suo obiettivo erano le coppie di fidanzati.[147][148][149][150] Durante l'interrogatorio si lamentò inoltre di non fare nessun match su Tinder.[151]
- 21 settembre 2020: Antonio De Marco, italiano di 21 anni, uccide una coppia di fidanzati a Lecce con decine di coltellate per poi essere arrestato pochi giorni dopo. Egli dichiarerà agli agenti di aver ucciso i due "perché erano troppo felici" e che lui invece non aveva mai avuto una ragazza, i suoi unici rapporti sessuali fossero con prostitute e che i continui rifiuti subiti da parte di più ragazze siano stati la causa della sua rabbia. Nel suo diario è stato trovato scritto che provava ormai un'incontrollabile sensazione di solitudine e di assenza di amore e di avere una rabbia crescente contro gli uomini sessualmente di successo e le donne.[152][153][154][155]
- 12 agosto 2021: Jake Davison, inglese di 22 anni, uccide 5 persone e ne ferisce altre 2 in una sparatoria a Plymouth in Inghilterra per poi suicidarsi. Nei suoi video caricati su YouTube lamentava di essere "brutto e vergine", di "non aver mai avuto esperienza di amore adolescenziale" e dichiarava che stava "consumando un'overdose di blackpill".[156][157][158]

## Contrasto al femminicidio

### Legislazione italiana
La legge penale italiana prevede delle ipotesi di reato generali, scollegate dal sesso, genere ovvero identità della persona che ne è vittima. Cosi la violenza di genere nei confronti della donna, dalla quale ne scaturisca la morte, è punita a titolo di omicidio oppure omicidio preterintenzionale. In ambito giuridico, il termine "femminicidio" non trova riscontro, anche a ragione della stretta connotazione di genere la quale lederebbe al principio di uguaglianza formale sulla base del sesso sancito dall'Articolo 3 della Costituzione.
Un certo numero di interventi legislativi ha mirato a rafforzare la risposta penale nei confronti degli autori di femminicidio, prevedendo agli articoli 576 e 577 del codice penale la pena dell'ergastolo quale circostanza aggravante a carico di coloro che uccidano il proprio partner, convivente ovvero sposo.
Dapprima, il Parlamento italiano ha ratificato la Convenzione del Consiglio d'Europa sulla prevenzione e la lotta contro la violenza nei confronti delle donne e la violenza domestica e nell'agosto dello stesso anno il governo Letta ha emanato il decreto legge 93/2013, poi convertito nella legge 15 ottobre 2013 n. 119, contenente norme penali che aggravano le ipotesi di atti persecutori od omicidio contro il coniuge o il convivente, tramite specifiche aggravanti dei reati. L'estensione della fattispecie penale ad una ampia casistica ha dato origine ad alcune critiche sul concetto di femminicidio e sulla sua applicazione.
In seguito, nel corso della XVIII legislatura - sotto i governi Conte I (2018-2019), Conte II (2019-2021) e Draghi (2021-2022) - il Parlamento italiano ha legiferato per migliorare il contrasto ai femminicidi, sulla stessa stregua della precedente legislatura, ratificando la Convenzione di Istanbul e stanziando dei fondi, nell'ambito del Piano d'azione straordinario, a favore delle vittime di sesso femminile di violenza di genere.
La legge n. 69 del 2019, detta anche legge del Codice Rosso, ha rafforzato le tutele in fase dibattimentale delle vittime di reati di violenza sessuale e domestica, poi seguita dalla legge n. 134 del 2021, detta anche legge della Giustizia Riparativa in materia di violenza domestica e di genere. La raccolta di dati statistici inerenti al fenomeno delle violenze è stata realizzata mediante la legge n. 53 del 2022, recante Disposizioni in materia di statistiche in tema di violenza di genere (GU. 24.05.2022).
Da ultimo, il governo Draghi aveva presentato un disegno di legge (S.2530) al Senato volto a estendere l'obbligo di informare la vittima quanto all'esistenza di centri antiviolenza, l'ammonimento da parte del questore, nonché l'uso del braccialetto elettronico, permettendo l'applicazione di misure di prevenzione in presenza di reati contemplati dal codice rosso, senza ottenere la necessaria approvazione parlamentare. Ugualmente, non ha concluso l'iter parlamentare un'altra proposta di legge, approvata dalla Camera in prima lettura, volta a concedere il permesso di soggiorno alle vittime del reato di costrizione o induzione al matrimonio.
Il 7 marzo 2025, un ddl approvato dal Consiglio dei ministri del governo Meloni ha introdotto la fattispecie di femminicidio come reato autonomo, punito con l'ergastolo.

## Critiche al concetto di femminicidio
Molti contestano il fatto che il termine "femminicidio" sia più un concetto sociologico e politico che scientifico.
In criminologia e in diritto penale, l'omicidio si classifica in base al movente, alla premeditazione, al contesto e agli elementi probatori. Il concetto di femminicidio, invece, nasce come strumento per evidenziare un problema sociale, cioè la violenza sistemica contro le donne, più che per definire con precisione un reato. Il femminicidio come atto non ha criteri rigorosi e spesso si applica in modo soggettivo, inoltre viene utilizzato per sottolineare la diseguaglianza di genere e le dinamiche di potere, togliendo il focus dal caso singolo del delitto.
Un'altra questione molto discussa è il fatto che, spesso, con la narrazione del femminicidio si tendono a sottovalutare altre componenti che possono aver contribuito a causare il delitto, ad esempio psicopatologie e dinamiche personali. Se per esempio considerassimo la violenza omicida di Filippo Turetta ai danni di Giulia Cecchettin, come potremmo stabilire se Turetta ha commesso quegli atti per motivazioni legate al genere di Giulia o per motivazioni di natura psicopatologica? Filippo Turetta non riusciva ad accettare l'abbandono e la fine della loro relazione; molti psichiatri sono concordi nell'affermare che, oltre a un disturbo narcisistico di personalità, abbia tratti di un disturbo borderline della personalità. Come si può affermare, senza un ragionevole dubbio, che Filippo Turetta, se fosse stato omosessuale, non avrebbe potuto uccidere il suo ragazzo con le stesse modalità?
Un altro caso emblematico è il serial killer Jeffrey Dahmer. Le caratteristiche degli omicidi seriali di Dahmer presentano molte somiglianze con le caratteristiche che vengono associate oggi al femminicidio. Dahmer uccideva uomini che frequentava perché non voleva che lo "lasciassero" o "abbandonassero". Se Dahmer fosse stato eterosessuale, le stesse modalità omicide sarebbero state considerate femminicide?